# Jean-Marc Boulé
Pour les articles homonymes, voir Boulé.
Le père Jean-Marc Boulé ofm cap. (né à Loretteville le 15 décembre 1939, mort à Québec le 15 juillet 2013) est un éducateur québécois. Il fut directeur général du Séminaire Saint-François (SSF), une institution catholique privée, de 1972 à sa mort. 
Sur 41 ans, il fait du Séminaire Saint-François un établissement d'enseignement secondaire réputé, comportant le plus d'élèves dans la grande région de Québec. Son implantation de programmes sportifs d'envergure a fait du SSF, une des écoles les plus reconnues pour la qualité et l'excellence de ses programmes sportifs. Plus de la moitié des élèves fréquentant le Séminaire font partie de ces programmes sportifs.        

## Biographie
Né à Loretteville le 15 décembre 1939, Jean-Marc Boulé, dès son enfance, semble être lié au destin du Séminaire Saint-François. Il y complète ses études primaires, son cours classique et son noviciat, avant d'aller étudier dans diverses universités du Canada et des États-Unis. Puis, il y revient en 1968 comme animateur et directeur adjoint pour, finalement, être nommé directeur général en 1972, poste qu'il occupe jusqu'à sa mort le 15 juillet 2013 .
À son arrivée à la tête de l'institution, le père Boulé redresse la situation financière du SSF. Après ses études aux États-Unis où le sport-étude est très développé, il prend conscience que les élèves ont grandement besoin pour s'épanouir de pratiquer des activités sportives. C'est dans ce but qu'il favorise la mise en place de plusieurs programmes à caractère sportif. Il admet être autoritaire, mais essaie d'être attentif aux besoins des jeunes.

## Honneurs
- 2007 : Membre de l'Académie des Grands Québécois
- 2007 : Chevalier de l'Ordre national du Québec
- 2013 : Médaille de l'Assemblée nationale
- 2014 : Doctorat honoris causa (à titre posthume) de l'Université Laval